# Katherine Vaz
Katherine Vaz (Castro Valley, 26 de agosto de 1955) é uma escritora Norte-americana. Bolseira Briggs-Copeland de Ficção, na Universidade de Harvard (2003-9), Bolseira de 2006-7 da Radcliffe Instituto de Estudos Avançados, e no Outono de 2012 na Barich College em Nova Iorque, ela é a autora do aclamado romance de Saudade (St. Martin's Press, 1994), o primeiro romance contemporâneo sobre luso-americanos publicado numa grande editora de Nova Iorque. Foi escolhida por Marlee Matlin/Solo Um Productions e selecionada pela Barnes & Nobles para a colecção de Novos Escritores.
O seu segundo romance, Mariana, (HarperCollins, 1997), foi escolhido pela Biblioteca do Congresso como um dos 30 melhores Livros Internacionais, de 1998, e foi traduzido para seis idiomas. 
A primeira colectânea de contos de Vaz designada por Fado E Outras Histórias recebeu em 1997 o Prémio Drue Heinz de Literatura  e a sua segunda colectânea, Nossa Senhora das Alcachofras, ganhou a 2007 Prémio do Livro Pairie Escuna.
Vaz é recebeu uma bolsa de Literatura da National Endowment for the Arts (1993)  e do Davis Humanities Institute (1999). Ela tem sido nomeada pelo Luso-Americano como uma dos Top 50 dos Luso-Americanos do século XX  e é a primeira luso-Americana a ter o seu trabalho gravado na Biblioteca do Congresso, na Divisão Hispânica. A Associação de Mulheres Luso-Americanas (PAWA) nomeou-a Mulher do Ano de 2003. Foi nomeada para a delegação presidencial de seis pessoas para abrir o Pavilhão Americano na Expo 98 em Lisboa. Ela vive em Nova Iorque e na zona de Springs de East Hampton com Christopher Cerf, com quem se casou em julho de 2015.

## Biografia
Nasceu em Castro Valley numa família de raízes açorianas e irlandesas pois o pai August Mark Vaz era açoriano e a mãe Elizabeth Sullivan (Vaz) era de origem irlandesa. Tem cinco irmãos.

## Obras
- Saudade (1994)
- Mariana (1997)
- Fado E Outras Histórias - no original Fado & Other Stories (1997)
- O homem que era feito de rede (2002)
- Nossa Senhora das Alcachofras - no original Our Lady of the Artichokes and Other Portuguese-American Stories(2007)

## Prémios
- 1997: Prémio de Literatura Drue Heinz, O Fado E Outras Histórias [13]
- 2007: Prémio do Livro Prairie Escuna, "" [14]